# A Pound for a Pound
A Pound for a Pound è un cortometraggio muto del 1915. Il nome del regista non viene riportato nei credit del film, il cui soggetto è firmato da James Oliver Curwood.

## Produzione
Il film fu prodotto dalla Essanay Film Manufacturing Company.

## Distribuzione
Distribuito dalla General Film Company, il film - un cortometraggio di una bobina - uscì nelle sale cinematografiche USA il 16 febbraio 1915.